# Antonín Cyril Stojan
Antonín Cyril Stojan, pokřtěn jako Antonín Paduánský (22. května 1851 Beňov – 29. září 1923 Olomouc), byl moravský římskokatolický duchovní a politik, arcibiskup olomoucký a metropolita moravský v letech 1921–1923.

## Biografie
Než se stal arcibiskupem, byl  v letech 1876–1887 kaplanem v Příboře, 1887–1888 expozitou ve Svébohově, v letech 1888–1908 působil  jako farář v Dražovicích u Vyškova. Pak v letech 1908–1917 jako probošt kroměřížský a v letech 1917–1921 byl sídelním kanovníkem olomoucké kapituly.
Byl velice aktivní v sociální oblasti, organizoval sociální a charitativní katolické spolky na arcidiecézní úrovni a v roce 1922 založil Arcidiecézní charitu Olomouc. Přispěl též k založení Diecézní charity Brno a rozvíjením spolupráce mezi oběma diecézními organizacemi položil základy pro pozdější vznik celostátní České katolické charity. Zasloužil se o obnovu a povznesení nejvýznamnějších moravských poutních míst – Svatého Hostýna a Velehradu.
Jakkoliv však byla jeho pastorační a sociální činnost extrémně úspěšná, jeho celkové hodnocení jako správce diecéze už tak příznivé není – ve snaze o opravu a rozvoj obou zmíněných poutních míst a vytvoření dostatečně rozsáhlé a efektivní charitativní sítě hodně překročil rozumnou mez výdajů a přivedl do té doby finančně dobře si stojící arcidiecézi na pokraj úpadku.[zdroj?]
Od konce 19. století byl aktivní i politicky. Patřil tehdy do okruhu mladých duchovních, kteří měli blízko k vznikající Moravsko-slezské křesťansko-sociální straně na Moravě. V rámci katolického politického tábora reprezentoval Stojan proud ovlivněný cyrilometodějskou tradicí, který byl nakloněn spolupráci se slovanskými národy. Byl aktivní v katolických spolcích. Působil jako patron Sdružení venkovské omladiny na Moravě. Krátce před první světovou válkou prosadil do jeho stanov pasáž podporující zakládání orelských jednot. Výrazný vliv měl i na Cyrilometodějský tiskový spolek na Velehradě, který před světovou válkou měl ambice stát se jedním z center katolického tisku na Moravě.
V doplňovacích volbách roku 1900 byl zvolen na Moravský zemský sněm za kurii venkovských obcí, obvod Jihlava, Telč. Zvolen byl 4. prosince 1900. Mandát zde obhájil i v zemských volbách roku 1902. Do sněmu se vrátil po krátké přestávce v doplňovacích volbách roku 1907, nyní za českou kurii venkovských obcí, obvod Valašské Klobouky, Bojkovice. Zvolen byl 6. února 1907. Poslanecké křeslo obhájil i v zemských volbách roku 1913, tentokrát v české kurii venkovských obcí, obvod Napajedla, Vizovice.
Ve volbách roku 1897 byl zvolen poslancem Říšské rady (celostátní zákonodárný sbor) za všeobecnou kurii na Moravě, volební obvod: Uherské Hradiště, Uherský Brod atd. Uvádí se tehdy jako člen Katolické strany národní na Moravě, ale kandidoval s podporou obou proudů katolické politiky na Moravě (tedy Katolické strany národní i křesťanských sociálů), které tehdy úzce kooperovaly. Uspěl jako jediný z osmi katolických kandidátů nominovaných v kuriích venkovských obcí a všeobecné a stal se tak fakticky prvním českým poslancem Říšské rady zastupujícím katolický politický tábor. Na Říšské radě chtěl původně vstoupit do Klubu svobodomyslných lidových poslanců českých, ale byl odmítnut. Nakonec působil v parlamentu jako hospitant Slovanského křesťansko-národního svazu, tvořeného převážně chorvatskými a slovinskými katolickými poslanci. V státoprávních otázkách ale nadále podporoval mainstream české politiky.
Mandát v Říšské radě obhájil ve volbách roku 1901 za stejný obvod. Znovu byl odmítnut jeho vstup do českého poslaneckého klubu (odmítli ho mladočeši). Nyní se stal členem klubu Slovanské centrum, tvořeného Slovinci, Poláky, Rusíny a několika českými poslanci. Opět ovšem v státoprávních otázkách držel českou linii. Opětovně byl zvolen i ve volbách roku 1907, konaných již podle rovného volebního práva, bez kurií, kdy byl zvolen za český volební obvod Morava 16. Na Říšské radě pak usedl jako člen Českého katolicko-národního klubu. Mandát obhájil ve volbách roku 1911, za stejný obvod (nyní usedl do poslaneckého klubu Katolické národní strany). V parlamentu setrval do zániku monarchie.
Stojan v roce 1907 svolal na Velehrad první unionistický kongres, Jeho cílem bylo studium a praktická podpora unií církví východního obřadu s katolíky. Tato jeho aktivita souvisela s příklonem k cyrilometodějské tradici.
Politicky byl aktivní i po vzniku Československa nejdříve jako poslanec Revolučního národního shromáždění Republiky československé za Československou stranu lidovou. V parlamentních volbách v roce 1920 získal senátorské křeslo v Národním shromáždění. V senátu zasedal do své smrti roku 1923. Pak ho nahradil Bohuslav Koukal.
Jeho jmenování arcibiskupem olomouckým roku 1921 bylo součástí širší obměny špiček katolické hierarchie na území Československa, čímž se do významných funkcí dostali lidé bližší českému národnímu hnutí. Podobně tehdy usedl na stolec pražského arcibiskupa František Kordač.
Stojan zemřel po mozkové cévní příhodě 29. září 1923 ve své olomoucké rezidenci. Pohřben je v tzv. královské kapli velehradské baziliky.

## Pocty
Arcibiskup Stojan, lidově přezdívaný jako Tatíček Stojan, je na Moravě dodnes velice uctíván a probíhá proces jeho blahořečení. V červnu 2016 podepsal papež František dekret o jeho heroických ctnostech. Jeho životním krédem bylo „Mám, co jsem dal druhým“. Na jeho počest byla pojmenována celá řada ústavů, spolků, organizací a míst, např. Stojanovo gymnázium a Stojanovo nádvoří na Velehradě, Stojanova kolej v Olomouci, Stojanovo náměstí v Kroměříži a Stojanovo náměstí v Ostravě. Ulice Stojanova se dále nachází v Brně, Opavě, Příboře, Starém Městě, Uherském Hradišti, Veselí nad Moravou a Znojmě; ulice Dr. Stojana v Hulíně a Otrokovicích; ulice Dr. A. Stojana v Horní Moštěnici.
Dne 15. března 2022 se v Senátu parlamentu ČR uskutečnila slavnostní připomínka ke 100. výročí jmenování Antonína Stojana arcibiskupem arcidiecéze olomoucké a metropolitou moravským. Hlavními oraganizátory byli místopředsedkyně Jitka Seitlová a 14. arcibiskup olomoucký Jan Graubner.
1. října 2023 se na Velehradě uskutečnila vzpomínková mše, kterou celebroval pomocný biskup olomoucký Josef Nuzík.

## Biografická literatura
- František Cinek: Arcibiskup Dr. Antonín Cyril Stojan : život a dílo : pokus o nárys duchovní fysiognomie, Olomouc 1933
- Ludvík Němec: Antonín Cyril Stojan : Apostle of Church Unity : Human and Spiritual Profile
- František Vymětal: Apoštol křesťanské lásky a jednoty církve : Život a dílo Dr. Antonína Cyrila Stojana
- Marie Holková: Kdyby lásky neměl
- Antonín Šuránek: Světlo z Beňova
- Zdeněk Libosvár: Arcibiskup Stojan: život a dílo

## Galerie

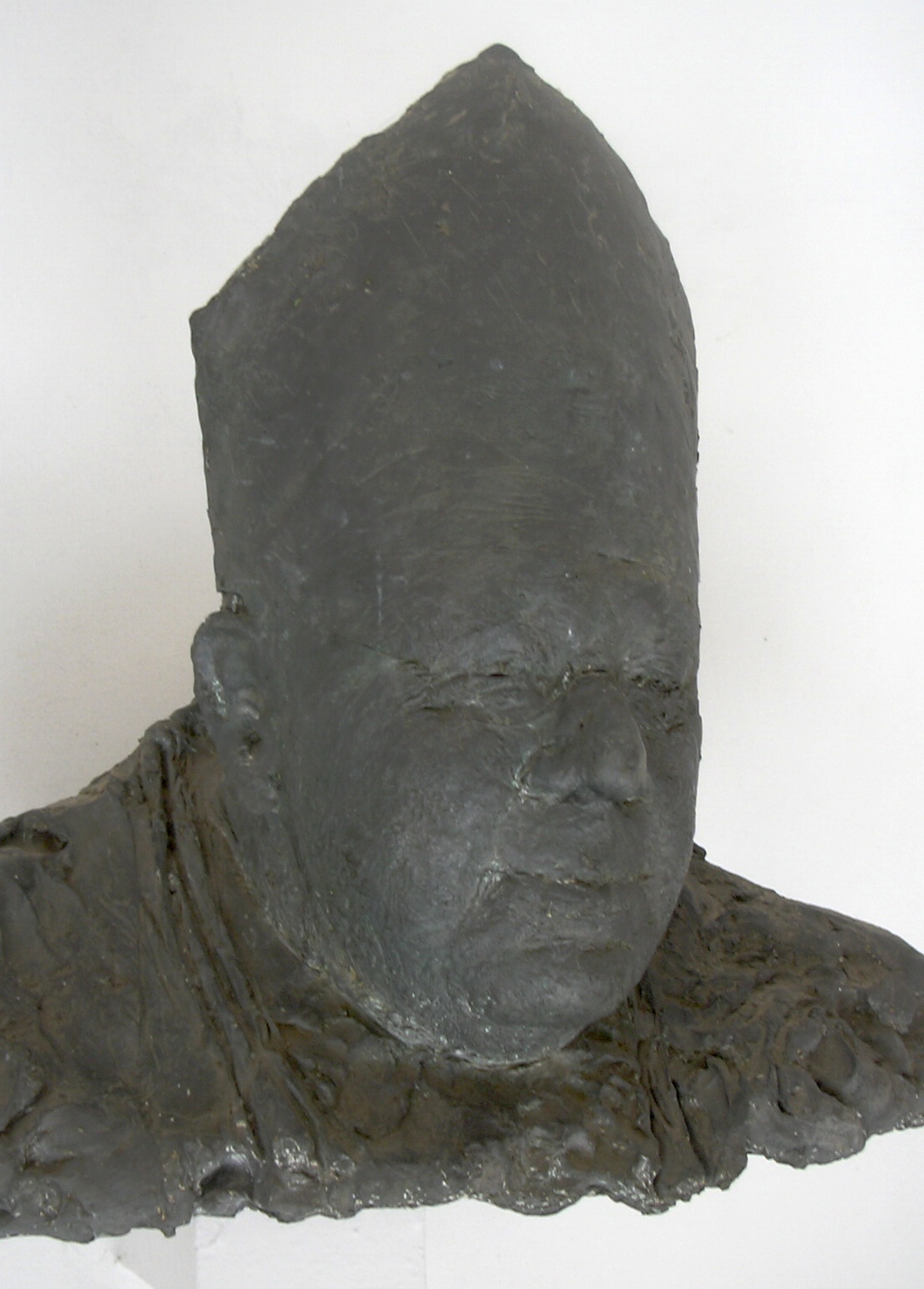
Busta v kostele svatého Mořice v Kroměříži
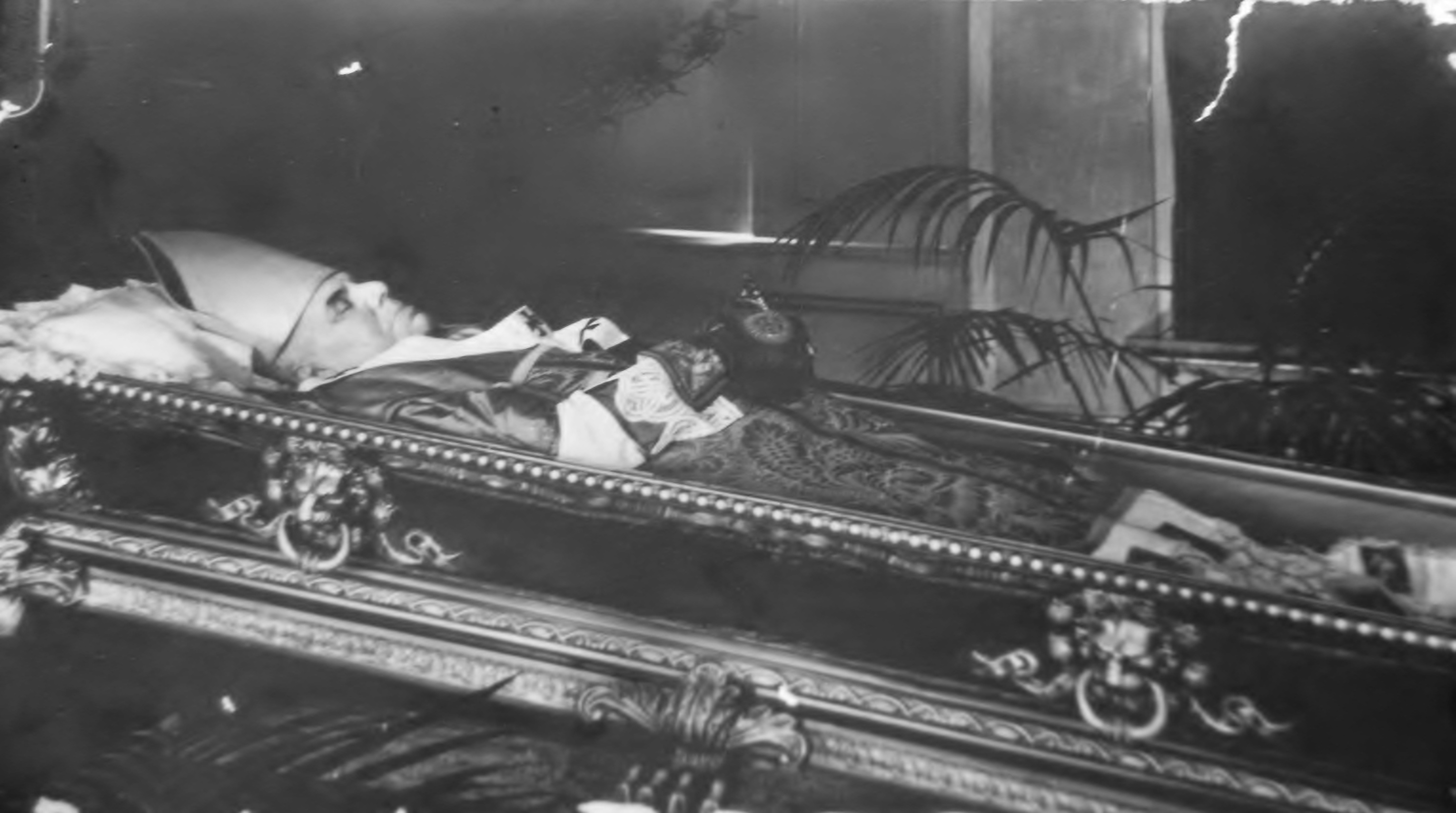
Pohřeb 1923
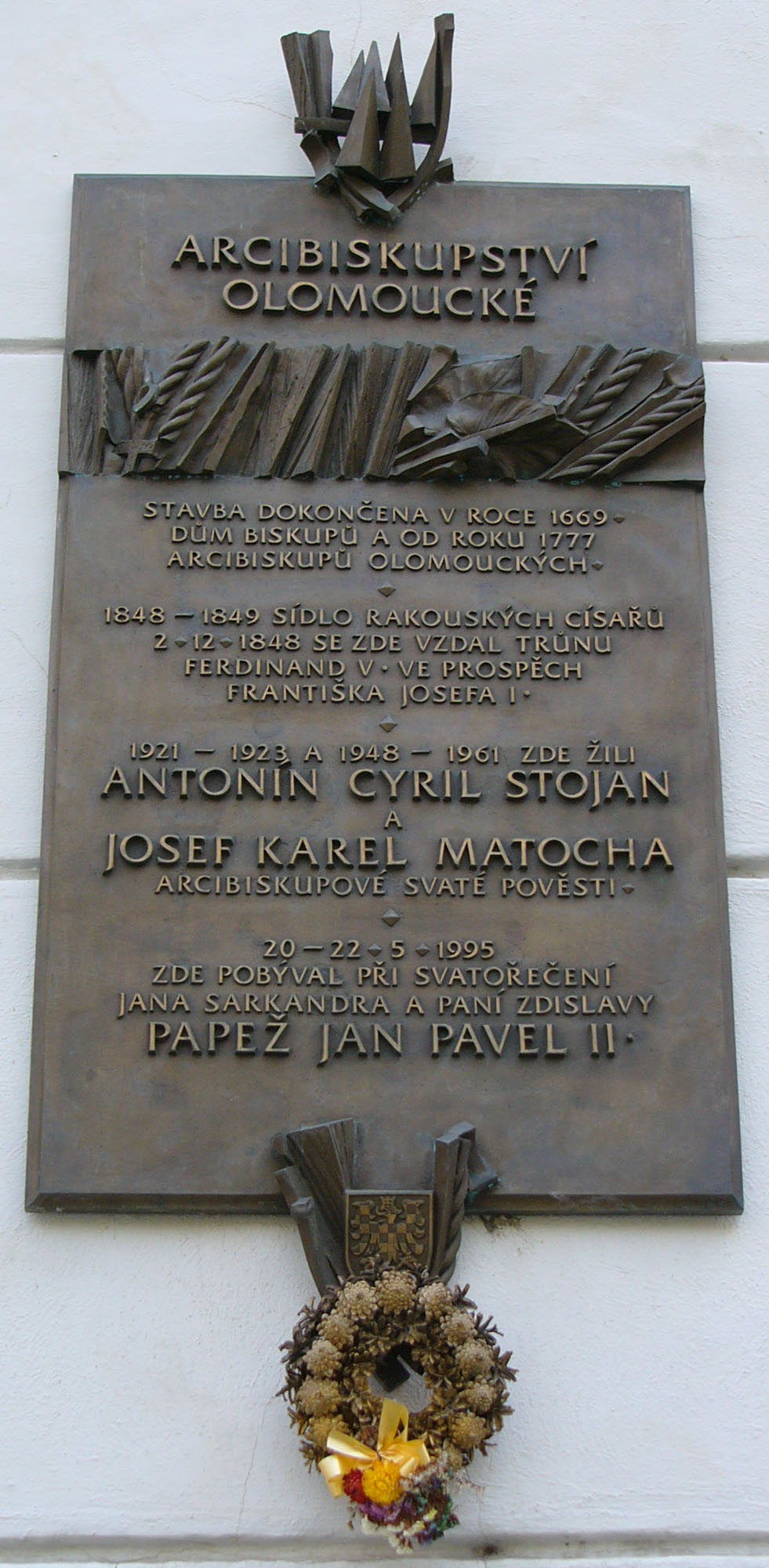
Pamětní deska věnovaná Antonínu Cyrilu Stojanovi, Josefu Karlu Matochovi a návštěvě Jana Pavla II. – budova Ol. arcibiskupství – autor: Otmar Oliva